# آنتونی رابینسن
انتونی رابینسن (انگلیسی: Antonee Robinson؛ زادهٔ ۸ اوت ۱۹۹۷) بازیکن فوتبال اهل ایالات متحده است که به عنوان مدافع چپ برای باشگاه فولام بازی می‌کند.
از باشگاه‌هایی که در آن بازی کرده‌است می‌توان به اورتون، بولتون واندررز و ویگان اتلتیک اشاره کرد.
وی همچنین در تیم ملی فوتبال ایالات متحده آمریکا بازی کرده‌است.